# بيلفيل (مترو باريس)
بيلفيل (بالفرنسية: Belleville)‏ هي محطة مترو تابعة لمترو باريس تقع في فرنسا في الدائرة العاشرة في باريس.[بحاجة لمصدر]